# Tsirang (Distrikt)
Tsirang (རྩི་རང་རྫོང་ཁག་), ehemals Chirang, ist einer der 20 dzongkhag (Distrikte) von Bhutan. Er hat eine Fläche von 638,8 km² mit einer Einwohnerzahl von 22.376 Personen (Stand: 2017). Der Hauptort heißt Damphu.
Tsirang ist wiederum eingeteilt in 12 Gewogs:
- Barshong Gewog
- Dunglagang Gewog
- Goserling Gewog
- Kikhorthang Gewog
- Mendrelgang Gewog
- Patshaling Gewog
- Phutenchhu Gewog
- Rangthangling Gewog
- Semjong Gewog
- Sergithang Gewog
- Tsholingkhar Gewog
- Tsirangtoe Gewog